# Arria Marcella
Arria Marcella (Arria Marcella, souvenir de Pompei) è un racconto del 1852 scritto da Théophile Gautier.
È contenuto nel numero 71 della serie Biblioteca Economica Newton.

## Trama
(Arria Marcella, p. 174)
Tre giovani amici, Max, Fabio e Ottaviano visitano gli scavi di Pompei nel XIX secolo. Uno di loro, Ottaviano (il più giovane dei tre), durante una visita al Museo Archeologico Nazionale di Napoli, vede la sagoma di una giovane donna intrappolata per sempre tra le ceneri. La sera, dopo un'abbondante cena, Ottaviano torna da solo nella città antica. Si rende conto che sta camminando nell'antica Pompei, oltre la quale la cenere e la lava del Vesuvio non sono passate. La città vive e gli abitanti, inviatato a teatro da un giovane Rufus Holconius, va a teatro con lui. Al teatro incontra la giovane donna che aveva visto al museo, intrappolata tra le ceneri, ancora viva...
La giovane di nome Arria lo invita in un banchetto a casa propria. All'alba il padre della ragazza, declamando la fede nella Cristianità, interrompe il sogno di Ottaviano.

## Edizioni
- Théophile Gautier, Racconti fantastici, traduzione di Elina Klersy Imberciadori, Milano, Garzanti, 2006  [1852].